# آبشار پوند
آبشار پوند (به انگلیسی: Pond Falls) آبشاری است که در همیلتون (انتاریو)، کانادا واقع شده و ارتفاع کلی ریزشگاه آن ۱۶ متر (۵۲ فوت) است.